# Eutelsat 172B
Eutelsat 172B ist ein kommerzieller Kommunikationssatellit der Eutelsat. Er soll Eutelsat 172A ersetzen, wird aber laut Eutelsat künftig an einer anderen Position eingesetzt.

## Missionsverlauf
Eutelsat 172B wurde am 1. Juni 2017 um 23:45 UTC mit einer Ariane-5-Trägerrakete vom Raketenstartplatz Centre Spatial Guyanais (zusammen mit ViaSat-2) in eine Geotransfer-Bahn gebracht. Die ersten Tests wurden am 8. Juni abgeschlossen. Anschließend wurde der Satellit mit elektrischen Triebwerken in die geostationäre Bahn gebracht, was nur ein Sechstel der Treibstoffmasse gegenüber einem chemischen Triebwerk benötigt. Die endgültige Position wurde am 11. Oktober erreicht. Dies war die bisher schnellste Bahnanhebung eines Satelliten mit elektrischem Antrieb.

## Aufbau
Der dreiachsenstabilisierte Satellit ist mit 47 Ku-Band- (36 Standard und 11 mit hoher Bandbreite) und 14 C-Band-Transpondern (insgesamt 1,8 Gbps) ausgerüstet und soll von der Position 172° Ost aus den asiatisch-pazifischen Raum mit Telekommunikationsdienstleistungen versorgen. Die C-Band-Transponder sollen den asiatisch-pazifischen Raum mit Australien und Neuseeland sowie Alaska, Hawaii und den Westen der Vereinigten Staaten versorgen. Die Standard-Ku-Band-Transponder sind für die Versorgung von fünf Zonen gedacht: Eine für den Nordpazifik, die vom Westen der USA über Kanada bis zum Osten Asiens mit Japan und Teilen von China und Russland reicht. Eine deckt Australien und Neuseeland ab, eine weitere erstreckt sich von Neukaledonien über Papua-Neuguinea, Indonesien und Malaysia bis Thailand und Myanmar. Eine weitere bedient Japan sowie die Philippinen und die fünfte eine Reihe von Inselstaaten im Südostpazifik. Die zusätzlichen Ku-Band-Transponder hoher Bandbreite ermöglichen elf insbesondere dem Luftverkehr gewidmete Ausleuchtzonen von der Westküste der USA über die Flugrouten über dem Pazifik und großen Teilen Südostasiens. Ihre Leistung kann mit Hilfe eines Multiport-Verstärkers (multi-port-amplifier, mpa) individuell angepasst werden. 
Das Antriebssystem des Satelliten verwendet ausschließlich elektrische Triebwerke des Typs PPS 5000 von Safran/Snecma, was zu Masseeinsparung gegenüber von chemischen Triebwerken führt. Die Hall-Effekt-Triebwerke haben eine Leistung von nominal 2,5 bis 5 Kilowatt, 300 bis 375 Volt Versorgungsspannung und verwenden das Edelgas Xenon als Stützmasse. Sie haben einen Schub von 0,18 bis etwa 0,3 Newton, einen spezifischen Impuls von 1700 bis 1850 Sekunden und sind auf eine Betriebsdauer von 15.000 Betriebsstunden ausgelegt. Montiert sind die vier Triebwerke paarweise an ausklappbaren und schwenkbaren Armen. Eutelsat ist der erste kommerzielle Satellitenbetreiber, der einen Satelliten mit PPS-5000-Triebwerken ausrüstet. Neuartig an Eutelsat 172B ist auch der Einsatz einer Antennentragstruktur aus einem 3D-Drucker. Eutelsat 172B wurde auf Basis des Satellitenbusses Eurostar E3000e der Airbus Defence and Space gebaut und besitzt eine geplante Lebensdauer von 15 Jahren.